# C'mon3!
「C'mon3!」（カモンカモンカモン）は、西田ひかるの通算19枚目のシングル。1995年8月2日発売。発売元はポニーキャニオン。

## 解説
表題曲は西田がヒロイン・鈴木小百合役で出演したTBS系列ドラマ『夏!デパート物語』の主題歌として使用された。

## 収録曲
| #         | タイトル                           | 作詞       | 作曲      | 編曲            | 時間  |
| --------- | ---------------------------------- | ---------- | --------- | --------------- | ----- |
| 1.        | 「C'mon3!」                        | 夏目純     | 羽田一郎  | 重実徹&斉藤ノブ | 4:16  |
| 2.        | 「Go beep!」                       | 西田ひかる | 斉藤ノブ  | 新川博&斉藤ノブ | 4:10  |
| 3.        | 「C'mon3!」(オリジナル・カラオケ)  |            |           |                 | 4:16  |
| 4.        | 「Go beep!」(オリジナル・カラオケ) |            |           |                 | 4:06  |
| 合計時間: | 合計時間:                          | 合計時間:  | 合計時間: | 合計時間:       | 16:48 |

## 収録アルバム
C'mon3!
- 『A FILE of LIFE』
- 『西田ひかる SINGLESコンプリート』
- 『Sophisticated やんちゃ Lady』（ライヴ・バージョン）

Go beep!
- 『Sophisticated やんちゃ Lady』（ライヴ・バージョン）